# تقرير قيصر
تقرير قيصر (بالإنجليزية: Caesar Report)‏ ويعرف أيضًا باسم تقرير سيزار ويُعرف بالاسم الرسمي تقرير حولَ مصداقية بعض الأدلة فيما يتعلق بتعذيب وإعدام الأشخاص المسجونين في سجون سوريا هو تقريرُ مفصل يُحقّقُ في «القتل المنظم لأكثر من 11.000 من المحتجزين لدَى الحكومة السورية في منطقة واحدة خلال الحرب الأهلية السورية وذلك على مدى عامين ونصف في الفترة المُمتدة من مارس 2011 إلى أغسطس 2013». تم نشر هذا التقرير يوم 21 كانون الثاني/يناير 2014 وذلكَ قبل يوم واحد من المحادثات التي كان من المقرر عقدها في مؤتمر جنيف الثاني للسلام بشأن سوريا، عملت حكومة قطر على هذا التقرير بل هي من كلّفت المدعو قيصر للقيام به وذلك بعدَ انتشار أنباء تُفيد بأن الدولة القطرية تُموّلُ الثوار والجماعات المُعارِضة في سوريا. وفقا هيومن رايتس ووتش وبعد ست أشهر من التحقيق ومراجعة التقرير؛ ذكرت هذه المنظمة غير الحكومية وغير الربحية أنّ ما وردَ في التقرير صحيح. نشرت بيانًا آخر يوم 16 كانون الأول/ديسمبر 2015 ذكرت فيه ضرورة مُحاكمة المسؤولين السوريين بسببِ ارتكابهم لجرائم ضد الإنسانية. أمّا منظمة العفو الدولية -غير الحكومية وغير الربحية هي الأخرى- فقد نشرت بيانًا لها في تشرين الثاني/نوفمبر 2015 وضّحت فيه أنّ النظام السوري مسؤول عن الاختفاء القسري لأزيد من 65.000 شخص منذ بداية الحرب الأهلية السورية. نشرَ المرصد السوري لحقوق الإنسان تقريره هو الآخر وذلكَ في مايو من عام 2016 حيث ذكرَ أن 60.000 شخص قد قُتل بسببِ التعذيب أو مات بسبب الأوضاع الإنسانية المزرية داخل سجون النظام منذ آذار/مارس 2011.
بعد التحرير اظهر نفسه قيصر كأول مرة على شاشات التلفزيون في عام ٢٠٢٥ وهو فريد ندى مهدان

## كاتب التقرير
لم يُعرف الكثير عن كاتب التقرير وذلك لدواعي وأسباب أمنية. جُلّ ما عُرف عنه هو أنّه اتّخدَ من قيصر اسمًا له. قيصر هذا كانَ في وقتٍ ما مصورًا لدى الجيش السوري ثم عملَ سرًا مع المعارضة السورية في معركتِها ضد النظام. كان يقتصر عمله على «التقاط صور للمحتجزين» ولمن هم في المستشفيات العسكرية في دمشق كما كانت تربطهُ علاقات وثيقة معَ محققي الطب الشرعي في العاصمة السورية. بمجرد أن بدأت الانتفاضة السورية؛ أصبحت وظيفته توثيق جثث القتلى في سجون النظام. وصفَ صاحب التقدير المعاملة السيئة التي تعرّض لها المُعتقلون كما ذكر العديد من «الأسرار» بما في ذلك قيام عناصر من الجيش السوري بدفنِ الجثث في المناطق الريفية حتّى لا يُعثَر عليها. بدأ قيصر في تجميع الصور منذ أيلول/سبتمبر 2011 ثم عمل على إرسالها لأحد الأقارب الذي فرّ من سوريا وقامَ هذا الأخير بإيصالها لباقي جماعات حقوق الإنسان. بعد مشاركته لآلاف الصور؛ خشيَ سيزرا على سلامته فقام بالهروب خارج البلاد بحلول شهر آب/أغسطس 2013. أوضحت جماعات حقوق الإنسان التي توّصلت بكل تلكَ الصور أنّ ما نشره قيصر موثوقًَا وصادقًا وذلكَ بعدَ إخضاع كل ما ما التقطه «للتدقيق».

في السابع من فبراير شباط 2025 ظهر قيصر على قناة الجزيرة في برنامج للقصة بقية وأعلن عن هويته الحقيقة وان أسمه فريد المذهان وهو من مواليد محافظة درعا السورية

## الكُتّاب
ساعد في وضعِ هذا التقرير كل من:

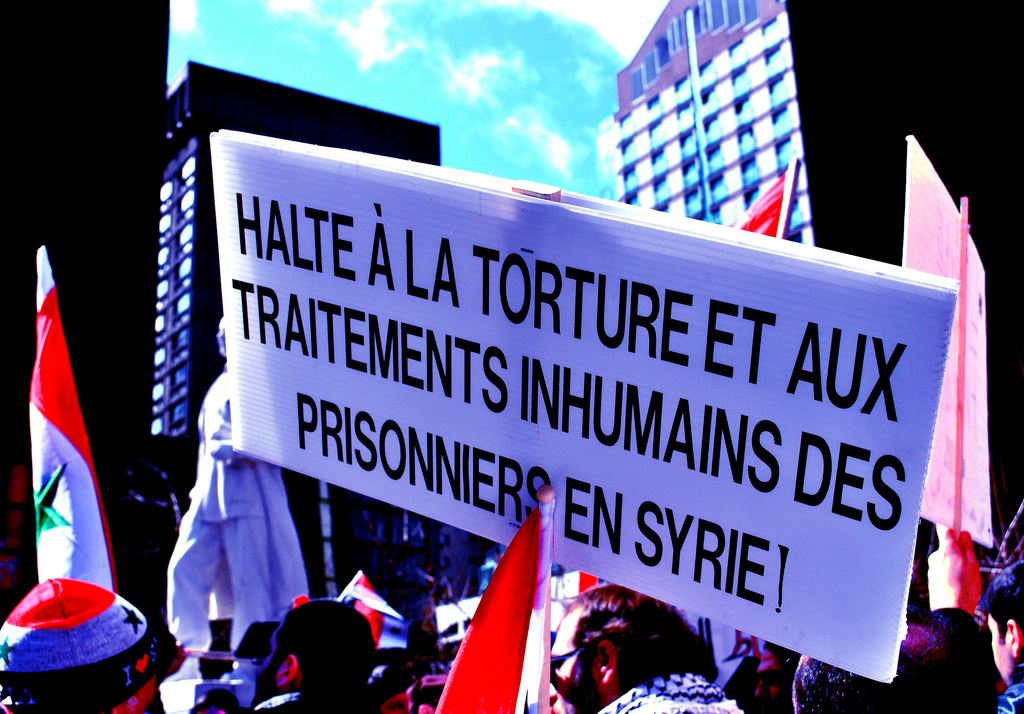
مظاهرة في مونتريال للتضامن مع الشعب السوري مع لافتة مكتوب عليها

- السير ديزموند لورينز دي سيلفا كيبيك، المدعي العام السابق في المحكمة الخاصة لسيراليون.
- السير جيفري نايس كيبيك، المدعي العام السابق للرئيس اليوغسلافي سلوبودان ميلوشيفيتش.
- البروفيسور ديفيد كرين الذي اتهم الرئيس تشارلز تايلور في ليبيريا بارتكاب جرائمَ خلال محاكمته في محكمة سيراليون.
- شارك في التقرير أيضًا ثلاثة من ذوي الخبرة في العلوم الشرعية بما في ذلك خبير في الطب الشرعي وآخر في الأنثروبولوجيا سبقَ له التحقيق في المقابر الجماعية في كوسوفو وخبير ثالث في الصور الرقمية والذي عملَ على دراسة 55.000 صورة لحوالي 11.000 ضحيّة.

## المحتوى
ضمّ التقرير 31 صفحة وقد زادت مصداقيته عندما عملت شركة محامين رائدة في مدينة لندن على فحص الآلاف من الصور وملفات تسجيل التي تُظهر جثت أشخاص فارقوا الحياة بسببِ تعذيب قوات الأمن الحكومية لهم. تبيّن بعدَ نشر التقرير أنّ معظم الضحايا من الشباب كما لوحظ أثار الضرب وعلامات تعذيب على معظم مناطق الجسم بل إنّ هناكَ من اقتُلعت عيناه من مكانهما فيما ظهرت على آخرين علامات الخنق أو الصعق بالكهرباء.
ذكر قيصر المسؤول السرّي عن التقرير أنّ هناك سببين دفع بقوات الأمن السورية إلى السماح له بتصوير تلك الجثث:
- يجبُ التقاط صورة للهالِك من أجل إصدار شهادة وفاة هذا فضلا عن توفر الدليل في حالة ما طالبت عائلة الضحيّة بذلك.
- التأكد من أوامر الجنرالات قد نُفذت على أكمل وجه.

جدير بالذكر هنا أنّ نظام الأسد قد عملَ بشكلٍ دوري على نشرِ قوائمَ تضم أسماء القتلى في السجون معَ تعليل سبب الوفاة بالسكتة القلبية في غالِب الأحيان.

## ردود الفعل
وصلَ التقرير إلى الأمم المتحدة وباقي جماعات حقوق الإنسان. حسبَ الخبراء الذين أشرفوا على التحقق مما ورد في التقرير فإنّ قيصر نجحَ فعلا في توثيق كل ما حصل للشعب خلال المراحل الأولى من الثورة السورية. نتيجة للتقرير؛ طالبت بعضُ الجمعيات الحقوقية إحالة مسؤولين في الحكومة السورية إلى المحاكمة بتُهمة ارتكاب جرائم حرب في ضوء الأدلة المُقدّمة. ذكر فريق التحقيق أنّه راضٍ على كلّ ما جاء في الصفحات الـ 31 كما أشارَ إلى أنّ هناك «أدلة واضحة تستطيع أي محكمة الاعتماد عليها لمحاسبة المسؤولين عن هذا التعذيب الممنهج وقتل المحتجزين بشكل خارِجَ القانون.» لكن وفي المُقابل فقد نفى متحدث باسم الحكومة السورية كل تلكَ الصور إلا أنّ ممثلي وزارة الخارجية الأمريكية، وزير الخارجية البريطاني، منظمة العفو الدولية وغيرها من الهيئات رفضت هذا النفي وأصرت على أن الصور الدامغة هي خير شهادة على الانتهاكات واسعة النطاق لحقوق الإنسان والتي ترقى إلى مستوى جرائم الحرب. بسبب هذا التقرير؛ ذكرَ رئيس لجنة الأمم المتحدة لتقصي الحقائق في سوريا باولو سيرجيو بنهيرو أنّ «حجم الوفيات من المعتقلين يُشير بوضوح إلى أن الحكومة السورية هي المسؤولة عن الأفعال التي ترقى إلى الإبادة الجماعية!»

## وصلة خارجية
- نسخة بي دي إف للتقرير